# پرپاخروس صخره‌ای
پرپاخروس صخره‌ای یا باقرقره پرپای صخره‌ای (نام علمی: Lagopus muta) نام یک گونه از سرده پرپاخروس‌ها است.